# فرانز لودويغ لشبيت
فرانز لودويغ لشبيت (و. 1839 – 1913 م) هو عالم نبات، وبستاني ألماني، ولد في برلين، توفي عن عمر يناهز 74 عاماً.